# Cantón de Annot
El cantón de Annot era una división administrativa francesa que estaba situada en el departamento de Alpes de Alta Provenza y la región de Provenza-Alpes-Costa Azul.

## Composición
El cantón estaba formado por siete comunas:
- Annot
- Braux
- Le Fugeret
- Méailles
- Saint-Benoît
- Ubraye
- Vergons

## Supresión del cantón de Annot
En aplicación del Decreto nº 2014-226 de 24 de febrero de 2014, el cantón de Annot fue suprimido el 22 de marzo de 2015 y sus 7 comunas pasaron a formar parte del nuevo cantón de Castellane.